# Lučiny
Lučiny (německy Hartmannsgrün) jsou malá vesnice, část obce Doupovské Hradiště v okrese Karlovy Vary v Karlovarském kraji. V roce 2011 zde trvale žilo 63 obyvatel.

## Název
Původní německý název Hartmannsgrün byl odvozen ze jména Hartmann ve významu Hartmannův háj nebo palouk. V historických pramenech se název vesnice objevuje ve tvarech: in Hartmansgrüne (1326), Hartmansgrun (1465), Hartensgryn (1567), Hartmansgryn (1654) nebo Hartmannsgrün (1785 a 1847). V letech 1921–1930 se vesnice jmenovala Hartmanov.

## Historie
Lučiny nechal založit osecký klášter ve třináctém století jako součást svého šemnického újezdu. Lokátorem byl jakýsi Hartmann, po němž byla nově založená vesnice pojmenována. První písemná zmínka o Lučinách pochází z roku 1326, kdy opat kláštera pověřil Wölfina z Hartmannsgrünu založením vsi Činov. Ve druhé polovině patnáctého století král Jiří z Poděbrad vesnice šemnického újezdu připojil k panství hradu Andělská Hora, spolu s nímž byly v roce 1623 převedeny pod správu panství Kysibel.
Během třicetileté války vesnici v roce 1641 vypálilo císařské vojsko. Po válce v Lučinách podle berní ruly z roku 1654 žilo třináct sedláků, sedm chalupníků, jeden zahradník a deset domkářů. Hospodáři vlastnili celkem 42 potahů a chovali 57 krav, 72 jalovic, čtyři ovce, šest prasat a 27 koz. Na neúrodných polích pěstovali žito, ale hlavními zdroji obživy bývaly chov dobytka a zpracování dřeva.
Ve druhé polovině devatenáctého století vesnice patřila ke svatoborské farnosti. Od roku 1872 měla obec vlastní školu, rozšířenou v roce 1882 na dvojtřídní.
Dne 28. dubna 1938 se po pětidenních deštích, které způsobily rychlé tání sněhu nahromaděného během nezvykle chladného dubna, rozvodnil Lučinský potok. Během povodně zemřela jedna žena, a potok poškodil nebo zničil 21 domů a strhl most. Většina škod ve vesnici nebyla vzhledem k začátku druhé světové války a následujícího vysídlení opravena. Potok byl zregulován, v 200 metrů dlouhém úseku sveden pod zem a nad vesnicí bylo vybudováno několik přehrážek a dvě malé přehrady určené ke zpomalení a zachycení povodní.

### Vysídlení a militarizace
Oblast byla do druhé světové války osídlena především německým obyvatelstvem, proto byla po válce většina obyvatel vysídlena. VVP Hradiště byl zřízen rozhodnutím předsednictva vlády ČSR ze dne 4. března 1953 se zpětnou platností k 1. únoru 1953 a následně byla zbořena řada obcí a zničeno mnoho památek.

### Zpřístupňování
Od 2. prosince 2005 začaly být postupně některé okrajové části vojenského újezdu zpřístupňovány veřejnosti.
Výnosem újezdního úřadu č. 1/2008 byly s účinností od 1. března 2008 nahrazeny předchozí dva výnosy a zpřístupněné území bylo rozšířeno oblast v katastrálním území Bražec u Hradiště, u jihozápadního okraje újezdu, označenou jako tzv. západní zpřístupněná plocha, jejíž severní hranicí je komunikace od Kyselky přes Dolní Lomnici směrem na Doupov, východní hranicí účelová komunikace Dolní Lomnice – Lučiny – Činov. V grafické části výnosu je navíc jako zpřístupněný zvýrazněn cíp území mezi Bražcem a Stružnou, který ve výčtu parcel a popisu hranic v textové části výnosu chybí.
Přes západní plochu rovněž vede cyklotrasa č. 2249. Dále byly do zpřístupněného území vyznačeny dvě kratší odbočky pěších turistických tras: žlutě značená trasa od hájovny u Dubiny k přírodní památce Skalky skřítků a poblíž Kyselky z červeně značené trasy vedoucí po hranici újezdu je značena nová odbočka na vrchol vrchu Bučina s rozhlednou.

### Kroky kosamostatnění
Začátkem dubna 2011, kdy ministerstvo volilo mezi rušením VÚ Hradiště a VÚ Brdy, se podle deníku E15 a nejmenovaného dobře informovaného úředníka blízkého ministerstvu obrany volba přiklonila ke zrušení VÚ Brdy a tedy zachování VÚ Hradiště. 19. dubna 2011 to ministr Alexandr Vondra potvrdil. Dne 3. října 2011 Ministerstvo obrany ČR pod vedením Alexandra Vondry na setkání se starosty v rámci představení plánu optimalizace vojenských újezdů navrhlo mimo jiné zmenšení vojenského újezdu Hradiště z dosavadních 330 km² asi o 15 % k lednu 2015. Z vojenského újezdu měly být vyvedeny všechny sídelní útvary (počet obyvatel újezdu byl asi 600). Uvažovalo se o připojení osad k obcím Bochov, Valeč či Kyselka. Hejtman Josef Novotný upozornil na to, že připojení k dosavadním obcím by muselo být podmíněno jejich souhlasem a tím, že část armádou ušetřených peněz nebo peníze z operačních programů dostanou tyto obce na úpravu zanedbané infrastruktury, například silnic a kanalizace. Vláda záměr jeho zmenšení schválila na začátku ledna 2012. Vyčlenění z vojenského újezdu se týká převážně těch částí, které byly v letech 2005 až 2010 postupně zpřístupněny.
Ve dnech 10. a 11. února 2012 uspořádalo ministerstvo obrany v dotčených osadách vojenského újezdu anketu (obdobu místního referenda) o jejich budoucnosti, v níž měli na vybranou ze dvou variant: vytvoření samostatné obce, nebo připojení k sousední obci. Jedním ze tří anketních okrsků byl okrsek Lučiny, zahrnující sídelní útvary Svatobor, Dolní Lomnice a Lučiny. Anketní účast v tomto okrsku přesáhla 80 %. Většina účastníků se vyslovila pro vznik nové obce Lučiny s místními částmi Dolní Lomnice, Svatobor a Činov.
Na počátku 21. století v Lučinách sídlila Lesní správa Dolní Lomnice, Vojenské lesy a statky ve vsi provozovaly dílny a Zemědělská správa Bražec u Lučin chovala hovězí dobytek.

## Přírodní poměry
Lučiny stojí v katastrálním území Doupovské Hradiště v okrese Karlovy Vary, asi deset kilometrů východně od Karlových Varů. Nacházejí se v nadmořské výšce přibližně 450–500 metrů v jihozápadní části Doupovských hor, konkrétně v jejich okrsku Hradišťská hornatina. Půdní pokryv v okolí zaniklé vsi tvoří převážně kambizem eutrofní, ale v jižní části vesnice přechází do kambizemě kyselé.
Lučiny stojí v údolí Lučinského potoka. Severně od osady se vypíná Lučinský vrch (535 metrů). Asi 1,5 kilometru severozápadně se nachází přírodní památka Skalky skřítků.
V rámci Quittovy klasifikace podnebí se okolí vesnice nachází na rozhraní mírně teplých oblastí MT7 (na severu) a MT7 (na jihu). Pro chladnější oblast MT3 jsou typické průměrné teploty −3 až −4 °C v lednu a 16–17 °C v červenci. Roční úhrn srážek dosahuje 600–750 milimetrů, počet letních dnů je 20–30, počet mrazových dnů se pohybuje mezi 160–160 a sněhová pokrývka zde leží 60–100 dnů v roce.

## Obyvatelstvo
V roce 1847 měla 530 obyvatel a bylo zde 66 domů, v roce 1900 měla 644 obyvatel, v roce 1921 měla 609 obyvatel, v roce 1930 měla 584 obyvatel, v roce 1939 měla 518 obyvatel a bylo zde 109 domů. Po odsunu zde v roce 1947 bylo evidováno 77 obyvatel, v roce 1950 to bylo 69 obyvatel, v roce 1992 již jen 60 obyvatel a v roce 2004 to bylo 73 obyvatel.
| Rok            | 1869 | 1880 | 1890 | 1900 | 1910 | 1921 | 1930 | 1950 | 1961 | 1970 | 1980 | 1991 | 2001 | 2011 | 2021 |
| -------------- | ---- | ---- | ---- | ---- | ---- | ---- | ---- | ---- | ---- | ---- | ---- | ---- | ---- | ---- | ---- |
| Počet obyvatel | 617  | 615  | 593  | 644  | 646  | 609  | 564  | 69   | 0    | 0    | 0    | 0    | 79   | 63   | 67   |
| Počet domů     | 76   | 90   | 94   | 100  | 100  | 101  | 103  | 76   | 0    | 0    | 0    | 0    | 15   | 15   | 15   |

## Obecní správa
Po zrušení patrimoniální správy se Lučiny staly obcí v okrese Bochov. Při sčítáních lidu v letech 1869–1930 se obec nacházela v okrese Žlutice. Od roku 1953 do roku 2015 byly součástí vojenského újezdu Hradiště. Po vyčlenění z vojenského újezdu se Lučiny 1. ledna 2016 staly částí obce Doupovské Hradiště.

## Pamětihodnosti
Z drobných památek zanikly kaple na vrchu Klieberg i pět křížů v okolí vesnice. Dochoval se pouze pomník třiceti obětem první světové války.